# Carnaval in Santa Cruz de Tenerife

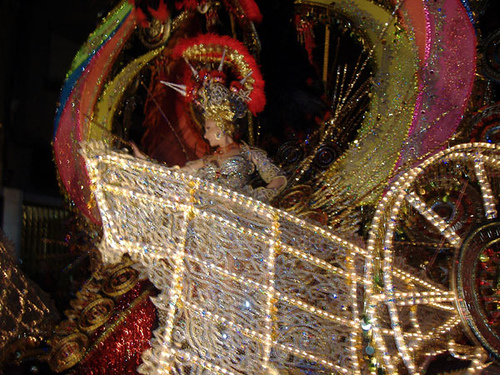
Carnaval in Santa Cruz de Tenerife

Het carnaval van Santa Cruz de Tenerife is het op een na grootste ter wereld na het carnaval van Rio de Janeiro.
Dit carnaval vindt jaarlijks plaats tijdens de 10 tot 14 dagen voor Aswoensdag. Het wordt gekenmerkt door de spectaculaire kleding en Latijns-Amerikaanse muziek.